# Hypa Hypa
Hypa Hypa ist ein Lied der deutschen Metal- und Trancecore-Band Eskimo Callboy (heute bekannt als Electric Callboy). Das Stück ist die erste Singleauskopplung ihrer zweiten EP MMXX. Das Stück erlangte im Jahr 2021 Bekanntheit durch seine verschiedenen Neuauflagen, die die Band zusammen mit anderen Musikern herausbrachte.

## Entstehung und Artwork
Geschrieben wurde das Lied von den Band-Mitgliedern Daniel Haniß, Kevin Ratajczak, Nico Sallach und Pascal Schillo. Aufnahme und Produktion entstanden durch die Zusammenarbeit von Haniß, Ratajczak und Schillo. Haniß war darüber hinaus in Eigenverantwortung für die Abmischung des Stücks verantwortlich. Das Mastering erfolgte durch das Pitchback Studio, unter der Leitung des Inhabers Aljoscha Sieg.
Auf dem Frontcover der Single ist ein Screenshot aus dem dazugehörigen Musikvideo zu sehen. Es zeigt die Band im Stil der 1980er-Jahre, vor einem Cabriolet, vier Palmen und einer neonpink strahlenden Sonne. Die Interpreten- und Liedangabe setzt sich aus der Aufschrift: „Eskimo Callboy starring in Hypa Hypa“ (englisch für „Eskimo Callboy in der Hauptrolle Hypa Hypa“) zusammen. Die Angaben sind zentriert am oberen Rang des Coverbildes angeordnet. Für das Artwork war Matthias Löwenstein von Season Zero zuständig. Die Konzeption stammt von der Band selbst. Das Coverbild wurde erstmals am 4. Juni 2020 präsentiert.

## Veröffentlichung und Promotion
Die Erstveröffentlichung von Hypa Hypa erfolgte als Single am 18. Juni 2020. Die Single erschien als Einzeltrack zum Download und Streaming durch das Musiklabel Century Media. Der Vertrieb erfolgte durch Sony Music Publishing, verlegt wurde das Lied durch Lebenslinien Edition und Melodien der Welt. Am 11. September 2020 erschien das Lied als Teil von Eskimo Callboys zweiter EP MMXX. In der ersten Hälfte des Jahres 2021 nahm die Band das Lied mit einigen Gastsängern neu auf. Einige dieser Neuaufnahmen erschienen in den Monaten April und Mai 2021 als Single und teilweise auch mit dazugehörigen Musikvideo. Alle Singles erschienen, wie das Original, als Einzeltracks zum Download und Streaming. Den Anfang machte das Featuring mit der deutschen Mittelalter-Rock-Band Saltatio Mortis am 30. April 2021. Es folgten Featurings mit dem Popsänger Sasha (7. Mai 2021), dem Hip-Hop-Duo 257ers (14. Mai 2021), dem DJ-Duo Gestört aber geil, dem Metalsänger Axel One, der Metalcore-Band We Butter the Bread with Butter und der Countryband The BossHoss (20. Mai 2021). Am 21. Mai 2021 erschien eine Erweiterung zu MMXX mit dem Zusatz „Hypa Hypa Edition“. Diese erweiterte EP beinhaltet alle neuaufgenommenen Versionen zu Hypa Hypa sowie das unveröffentlichte Featuring mit dem Gitarristen Tobias Rauscher.
Um das Lied zu bewerben, trat die Band hiermit unter anderem beim Wacken World Wide 2020 auf.

## Hintergrundinformation
Hypa Hypa ist die erste Veröffentlichung mit dem neuen Frontsänger Nico Sallach, der vorher Sänger der Trancecore-Band To the Rats and Wolves war. Er ersetzte Sebastian „Sushi“ Biesler, der nach zehn Jahren die Band verließ. Biesler gab seinen Ausstieg am 12. Februar 2020 bekannt. Als Grund für seinen Ausstieg gab er an, dass er sich mit den Sachen von Eskimo Callboy nicht so richtig identifizieren könne. Aufgefallen sei ihm das vor allem nach der Produktion von Rehab. Nach dem Ausstieg bei Eskimo Callboy gründete er die Band Ghostkid.

## Inhalt
Der Liedtext zu Hypa Hypa ist in englischer Sprache verfasst und eine Referenz an Hyper Hyper von Scooter. Der Begriff „Hypa“ ist eine Verballhornung von „hyper-“, was aus dem Griechischen stammt und sich mit „mega-“, „super-“ oder auch „über-“ übersetzen lässt. Die Musik und der Text wurden in der ursprünglichen Form von den Eskimo-Callboy-Mitgliedern Daniel Haniß, Kevin Ratajczak, Nico Sallach und Pascal Schillo geschrieben beziehungsweise komponiert. Die Version mit den 257ers beinhaltet deutschsprachige Zeilen, lediglich der Refrain wurde im Original übernommen. Als zusätzliche Autoren treten hierbei die beiden 257ers-Mitglieder Mike Rohleder und Daniel Schneider in Erscheinung. Musikalisch bewegt sich das Lied im Bereich des Metalcore. Das Tempo beträgt 76 Schläge pro Minute. Die Tonart ist E-Dur.
Aufgebaut ist das Lied aus zwei Strophen, einem Refrain, einem Breakdown und einem Outro. Das Lied beginnt zunächst mit dem Refrain. Auf den ersten Refrain folgt schließlich die erste Strophe, an die sich zunächst der sogenannte „Pre-Chorus“ und schließlich der Hauptteil des Refrains anschließen. An den zweiten Refrain schließt sich die zweite Strophe und erneut der Pre-Chorus an. Nach dem zweiten Pre-Chorus folgt die Bridge, die sich aus den wiederholenden Zeilen „You’re alone on the dancefloor, baby.“ (englisch für „Liebling, du bist alleine auf der Tanzfläche.“) und „Turn the light, turn the light, turn the lights on. Wanna rip off your clothes now, baby“ (englisch für „Schalte das Licht, schalte das Licht, schalte die Lichter an. Liebling, ich möchte deine Kleider zerreißen.“) zusammensetzt. Nach der Bridge erfolgt der Breakdown, ehe zum letzten Mal der Hauptteil des Refrains einsetzt. Das Lied endet mit dem Outro, das nur aus der Zeile „Oh, God, I want it“ (englisch für „Oh, Gott, ich will es.“) besteht.
| „Put your hands up and let me see you shake your hips. Medicate me, I want that juice on your lips. Yeah, you like that, I wanna know that it’s true. You’re dancing for me, and I’m living for you. Hypa hypa, you’re pretty and I like ya. Move your body, girl, all night long. Hypa hypa, you’re pretty and I like ya. You’re gonna be my girl all night long.“ – Refrain, Originalauszug | „Strecke deine Hände nach oben und lass mich sehen wie du deine Hüfte schüttelst. Behandele mich, ich will den Saft auf deinen Lippen. Ja, du magst es, ich möchte Wissen ob es die Wahrheit ist. Du tanzt für mich und ich lebe für dich. Mega mega, du bist hübsch und ich mag dich. Bewege deinen Körper, Mädchen, die ganze Nacht. Mega mega, du bist hübsch und ich mag dich. Du wirst die ganze Nacht mein Mädchen sein.“ – Refrain, Übersetzung |

## Musikvideo
Das Musikvideo zu Hypa Hypa wurde in Castrop-Rauxel gedreht und feierte seine Premiere auf YouTube am 19. Juni 2020. Einen ersten Teaser präsentierte man am 4. Juni 2020, als man Sallach offiziell als neuen Frontsänger bestätigte. Bei den Dreharbeiten erhielt die Band Unterstützung von Influencern wie unter anderem _alienxbaby_ oder auch HandOfBlood. Gedreht wurde das Video im Stile der 1980er-Jahre und greift dabei Stilmittel wie Hawaiihemden, Neonfarben oder Vokuhila-Frisuren auf. Es lässt sich dabei in drei Szenen unterteilen. Zum einen sieht man die Band das Lied spielen. Zum anderen sieht man _alienxbaby_, die zweideutig mit Sachen spielt oder lasziv vor einem Ferrari-Cabriolet posiert. In einer weiteren Szene sieht man die übrigen Influencer, die zu dem Lied tanzen. Die Gesamtlänge des Videos beträgt 3:31 Minuten. Regie führten die Schillo-Brüder Oliver und Pascal, die auch schon bei VIP oder auch Prism Regie führten. Das Musikvideo zählte bis August 2025 über 49 Millionen Aufrufe auf YouTube.
Darüber hinaus wurden auch Musikvideos zu den Versionen mit Sasha (7. Mai 2021), 257ers (14. Mai 2021), We Butter the Bread with Butter (21. Mai 2021) und Axel One (25. Mai 2021) veröffentlicht, die zum größten Teil ebenfalls die Stilmittel der 1980er-Jahre aufgreifen. Ratajczak und Sallach haben in allen Videos Gastauftritte; _alienxbaby_ tritt ebenfalls in den Videos von den 257ers und Sasha in Erscheinung.

## Mitwirkende
| Liedproduktion - David Friedrich: Schlagzeug - Daniel Haniß: Abmischung, Gitarre, Komponist, Liedtexter, Toningenieur - Daniel Klossek: Bass - Kevin Ratajczak: Gesang, Keyboard, Komponist, Liedtexter, Toningenieur - Nico Sallach: Gesang, Komponist, Liedtexter - Pascal Schillo: Gitarre, Komponist, Liedtexter, Toningenieur - Aljoscha Sieg: Mastering Unternehmen - Century Media: Musiklabel - Lebenslinien Edition: Verlag - Melodien der Welt: Verlag - Sony Music Publishing: Vertrieb | Covergestaltung - Matthias Löwenstein: Artwork Musikvideo (Auswahl) - _alienxbaby_: Schauspielerin - Florian Berwanger: Kameramann - Eskimo Callboy: Konzepter - HandOfBlood: Schauspieler - Oliver Schillo: Filmproduzent, Regisseur - Pascal Schillo: Filmproduzent, Regisseur - Jan Schmidt: Kameraassistent - Tim Schuback: Grip - Patrick Unger: Beleuchter - Kami Zero: Friseur, Schminke |

## Rezeption

### Rezensionen
Frieder Haag vom deutschsprachigen Online-Magazin laut.de beschrieb die EP MMXX als „Bad Taste-Party im Metalschuppen“ und bewertete das Werk mit einem von fünf möglichen Sternen. Während seiner Rezension kam Haag zum Entschluss, dass das Lied Hypa Hypa die deutsche Techno- und EDM-Band Scooter referiere, „weil Scooter, kennste, diese ganz witzige Musik, auf die trotzdem alle stehen“. „Pünktlich“ zehn Jahre zu spät käme das Lied mit seinem 1980er-Musikvideo ums Eck. Die Band fahre „sogar ironisch“ Vokuhila auf, das habe sich wirklich noch keiner getraut. Klar, Eskimo Callboy würden sich nicht ernst nehmen. Als Comedygruppe würden sie ihren Job „jedoch leider“ nicht besser machen.
Die GfK Entertainment beschrieb das Lied als „Ohrwurm“ und kürte es zum „Song des Tages“ am 9. Juni 2021.
Pia-Kim Schaper von Powermetal.de beschrieb die diversen Versionen zu Hypa Hypa als „spannend“. Die Interpretationen würden zeigen, wie gut das Lied tatsächlich in sämtlichen „Musikspielarten“ funktioniere, auch außerhalb des Metalcores. Das Ergebnis mit Sasha beschrieb sie – „logisch“ – sehr poppig, aber dennoch gelungen. Mit dem Remix von Gestört aber geil gehe es „höchst elektronisch“ zu und die „Rausschmeißer-Balladenversion“ von Axel One zeige nochmal ein ganz neues Gesicht des Titels. Das Highlight für „Genre-Fans“ dürfte die Performance von We Butter the Bread with Butter sein, einer Truppe, die dem Titel noch mehr Härte verleihe und den für Eskimo-Callboy-Verhältnisse doch „recht poppigen Track“ mehr Richtung Metalcore ziehe.

### Chartplatzierungen
Hypa Hypa erreichte knapp ein Jahr nach seiner Erstveröffentlichung erstmals am 28. Mai 2021 die offiziellen deutschen Singlecharts und belegte dabei Rang 77. Zuvor platzierte sich das Lied über Monate hinweg immer wieder in den Single-Trend-Charts und belegte dabei am 16. Juni 2020 die Chartspitze, wodurch der Sprung in die Single Top 100 nur knapp verfehlt wurde. In den deutschen Downloadcharts erreichte die Single mit Rang 40 seine höchste Chartnotierung, in den Streamingcharts mit Rang 76.
Für Eskimo Callboy war es der erste Charterfolg in den deutschen Singlecharts. Das Gleiche gilt für alle beteiligten Autoren und Produzenten.
| ChartsChartplatzierungen | Höchstplatzierung | Wochen |
| ------------------------ | ----------------- | ------ |
| Deutschland (GfK)        | 77 (1 Wo.)        | 1      |

### Auszeichnungen für Musikverkäufe
Im Februar 2023 erhielt Hypa Hypa eine Goldene Schallplatte für über 200.000 verkaufte Einheiten in Deutschland. Es handelte sich dabei um die erste Plattenauszeichnung in der Karriere der Band. Im November 2023 folgte Goldstatus in Österreich für 15.000 verkaufte Einheiten sowie im August 2024 in der Schweiz für 10.000 verkaufte Einheiten.
| Land/Region        | Auszeichnungen für Musikverkäufe (Land/Region, Auszeichnung, Verkäufe) | Verkäufe |
| ------------------ | ---------------------------------------------------------------------- | -------- |
| Deutschland (BVMI) | Gold                                                                   | 200.000  |
| Österreich (IFPI)  | Gold                                                                   | 15.000   |
| Schweiz (IFPI)     | Gold                                                                   | 10.000   |
| Insgesamt          | 3× Gold ·                                                              | 225.000  |

## Coverversionen
Am 24. März 2022 veröffentlichte das deutsche Metalduo Böse Fuchs & Sly eine Coverversion zu Hypa Hypa mit dem Titel We Got the Hypa. Diese erschien als Videoauskopplung in Eigenregie der beiden Bandmitglieder Valeria Ereth und Seline Hönig. Die Veröffentlichung entstand im Zuge des ersten Warsteiner Bandcontests, in dem das Duo ins Finale einzog, sich aber Akuma Six geschlagen geben musste. Das Lied erschien weder als Single, noch auf einem Album der beiden.